# Pasirdalem
Pasirdalem is een bestuurslaag in het regentschap Cianjur van de provincie West-Java, Indonesië. Pasirdalem telt 3719 inwoners (volkstelling 2010).